# Zamoghila, Putila
Zamoghila, întâlnit și sub forma Zamovila (în ucraineană Замогила, transliterat: Zamohîla) este un sat în raionul Putila din regiunea Cernăuți (Ucraina), depinzând administrativ de comuna Dihtineț. Are 416 locuitori, în totalitate ucraineni (huțuli).
Satul este situat la o altitudine de 889 metri, pe malul râului Putila, în partea de centru a raionului Putila.

## Istorie
Localitatea Zamoghila a făcut parte încă de la înființare din regiunea istorică Bucovina a Principatului Moldovei. După anexarea Bucovinei de către Imperiul Habsburgic în anul 1775, localitatea Zamoghila a făcut parte din Ducatul Bucovinei, guvernat de către austrieci. 
După Unirea Bucovinei cu România la 28 noiembrie 1918, satul Zamoghila a făcut parte din componența României, în Plasa Putilei a județului Rădăuți. Pe atunci, majoritatea populației era formată din ucraineni. 
Ca urmare a Pactului Ribbentrop-Molotov (1939), Bucovina de Nord a fost anexată de către URSS la 28 iunie 1940, reintrând în componența României în perioada 1941-1944. Apoi, Bucovina de Nord a fost reocupată de către URSS în anul 1944 și integrată în componența RSS Ucrainene. 
Începând din anul 1991, satul Zamoghila face parte din raionul Putila al regiunii Cernăuți din cadrul Ucrainei independente. Conform recensământului din 1989, toți locuitorii satului s-au declarat de etnie ucraineană . În prezent, satul are 416 locuitori, în totalitate ucraineni.

## Demografie
Componența lingvistică a localității Zamoghila
     Ucraineană (99,76%)
     Alte limbi (0,24%)
Conform recensământului din 2001, majoritatea populației localității Zamoghila era vorbitoare de ucraineană (99,76%), existând în minoritate și vorbitori de alte limbi.
1989: 402 (recensământ) 
2007: 416 (estimare)